# Kuršumlija
Kuršumlija (Servisch: Куршумлија) is een gemeente in het Servische district Toplica.
Kuršumlija telt 21.608 inwoners (2002). De oppervlakte bedraagt 952 km², de bevolkingsdichtheid is 22,7 inwoners per km².

## Plaatsen in de gemeente
| - Babica - Barlovo - Baćoglava - Belo Polje - Bogujevac - Vasiljevac - Veliko Pupavce - Visoka - Vlahinja - Vrelo - Vrševac - Vukojevac - Gornja Mikuljana - Gornje Točane - Grabovnica | - Dabinovac - Dankoviće - Degrmen - Dedinac - Dešiška - Dobri Do - Donja Mikuljana - Donje Točane - Dubrava - Đake - Žalica - Žegrova - Žuč - Zagrađe - Zebica | - Ivan Kula - Igrište - Kastrat - Konjuva - Kosmača - Krtok - Krčmare - Kupinovo - Kuršumlija - Kuršumlijska Banja - Kutlovo - Lukovo - Ljutova - Ljuša - Magovo | - Mala Kosanica - Maričiće - Markoviće - Matarova - Mačja Stena - Mačkovac - Merdare - Merćez - Mehane - Mirnica - Mrče - Nevada - Novo Selo - Orlovac - Parada | - Pačarađa - Pevaštica - Pepeljevac - Perunika - Pljakovo - Prevetica - Prekorađe - Prolom - Ravni Šort - Rastelica - Rača - Rudare - Sagonjevo - Samokovo - Svinjište | - Sekirača - Selište - Selova - Seoce - Spance - Tačevac - Tijovac - Tmava - Trebinje - Trećak - Trmka - Trn - Trpeza - Šatra - Štava |